# Seznam dirkačev v motociklizmu (F)
- Michel Fabrizio
- Héctor Faubel
- Rudi Felgenheier
- Virginio Ferrari
- Romolo Ferri
- Jack Findlay
- Bob Foster
- Edward Frend
- Freddie Frith
- Michel Frutschi
- Frank Fry